# Куайяр, Франсуа
Франсуа Куайяр (фр. François Coillard; 17 июля 1834, Аньере-ле-Бурже близ г. Бурж, департамент Шер — 27 мая 1904, Леалуи, Баротселенд (ныне Замбия) — французский миссионер протестантского Парижского Общества миссий евангелистов. Основатель первой миссии в Басутоленде. поэт, писатель
, переводчик. Автор слов государственного гимна Лесото.

## Биография
Родился младшим из восьми детей семьи гугенотов. Рано потерял отца. Образование получил в Страсбургском университете, где изучал теологию. В 1857 году был рукоположен. В том же году как миссионер отправился в Южную Африку.
Основал миссионерскую станцию Лерибе в Лесото и Сефулы в Замбези, занимался активной деятельностью в Басутоленде вдоль реки Замбези, несмотря на конфликты в Южной Африке и гражданскую войну. Предпринял несколько экспедиций вдоль реки Замбези, за что получил прозвище «французского Ливингстона».
Общаясь с местными жителями, изучил сесото, язык банту, распространенный в Южной Африке.
Автор ряда стихов и рассказов, занимался переводами с сесото. Написал слова, ставшие государственным гимном Лесото, — «Лесото, земля отцов наших» (утверждён в 1967 году). Музыка гимна принадлежит швейцарскому композитору Фердинанду-Самюэлю Лору.
В экспедициях заболел тропической лихорадкой и умер в 1904 г.

## Избранные произведения
- Sur le Haut-Zambèze: voyages et travaux de mission (1889)
- On the Threshold of Central Africa (1897).